# Villanova del Sillaro
Villanova del Sillaro ist eine Gemeinde mit 1870 Einwohnern (Stand 31. Dezember 2023) in der Provinz Lodi in der italienischen Region Lombardei.

## Ortsteile
Im Gemeindegebiet liegen neben dem Hauptort die Fraktion Bargano, sowie die Wohnplätze Cascina Postino, Chiaravalle, Località Cascinetta, Monticelli und San Tommaso.